# Bordás pajzsgomba
A bordás pajzsgomba (Cudonia circinans) a pajzsgombafélék családjába tartozó, Európában és Észak-Amerikában, hegyvidéki fenyvesekben élő, mérgező gombafaj.

## Megjelenése
A bordás pajzsgomba kalapja 1–2 cm széles, alakja szabálytalanul domború, párnaszerű. Széle begöngyölt. Felszíne száraz, csupasz, néha kissé ráncos. Krémszínű vagy halvány sárgásbarna, esetleg rózsaszínes árnyalattal. Alsó oldala a felsőhöz hasonlít. Kálium-hidroxiddal nem ad színreakciót.
Húsa vékony, nem zselészerű, színe fehéres vagy halványsárgás. Szaga és íze nem jellegzetes.
Tönkje 1,5–3 cm magas és 0,2–0,5 cm vastag. Felszíne csupasz vagy a tövénél nagyon finoman molyhos. Hosszanti bordák, árkok lehetnek rajta, amelyek a kalap alsó részéig terjedhetnek. Színe barna vagy kissé lilás sárgásbarna. Töve a talajban kénsárga micéliumhoz kapcsolódik. 
Spórapora fehér. Spórája hosszú, tűszerű, egyik végén kihegyesedő, gyakran kissé hajlott, felszíne sima, mérete 35–40 x 1,5–2,5 µm.

### Hasonló fajok
A ráncos pajzsgombával, a zöld csuklyásgombával, esetleg a barna lapátgombával lehet összetéveszteni.

## Elterjedése és termőhelye
Eurázsiában és Észak-Amerikában honos. Magyarországon ritka.
Hegyvidéki fenyvesekben található meg moha között, az avaron vagy szétkorhadt faanyagon. Augusztus-szeptemberben terem.

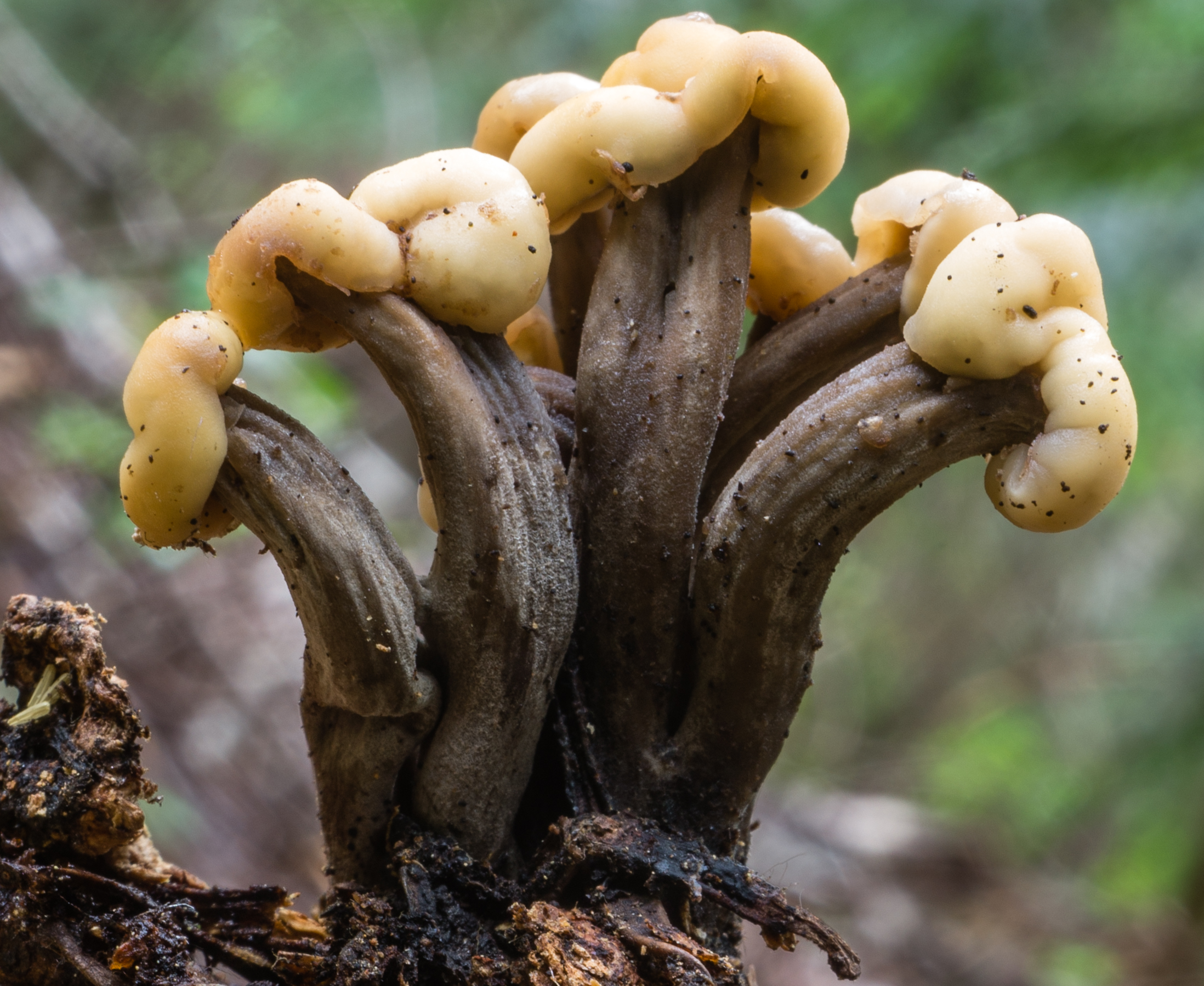
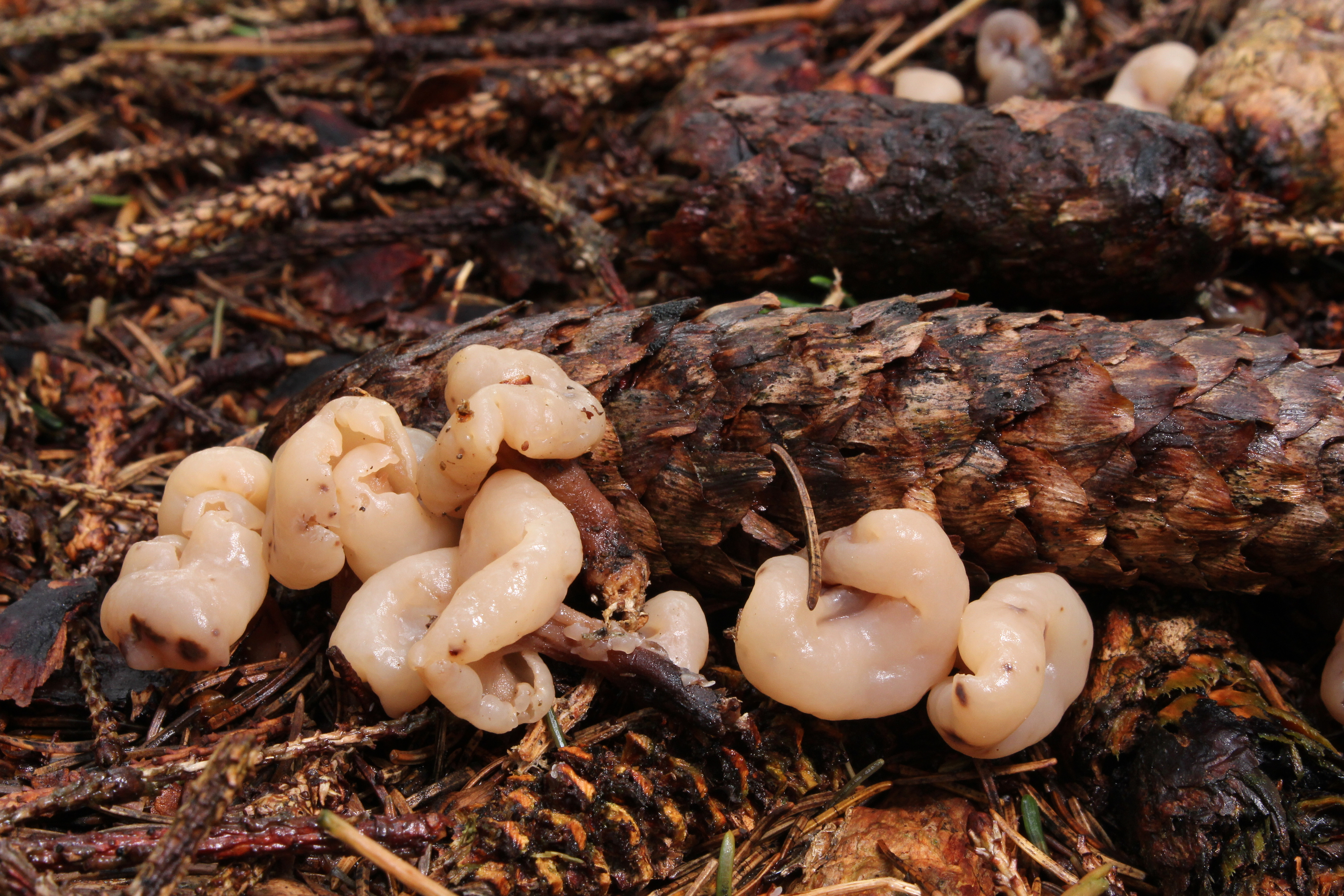

Mérgező, giromitrint tartalmaz.  